# サンターガタ・デ・ゴーティ
サンターガタ・デ・ゴーティ（イタリア語: Sant'Agata de' Goti）は、イタリア共和国カンパニア州ベネヴェント県にある、人口約1万1000人の基礎自治体（コムーネ）。
県都ベネヴェント、モンテサルキオに次いで、県内第3位のコムーネ人口を有する。サンターガタ近郊には、古代サムニウム人の都市サティキュラの遺跡がある。

## 名称
地名の「ゴーティ」は、ゴート族（伊: Goti）から来たものではなく、14世紀に当地を支配したガスコーニュ人貴族 De Goth 家から来ている。

## 地理

### 位置・広がり
ベネヴェント県のコムーネ。県都ベネヴェントから西へ24kmの距離にある。

#### 隣接コムーネ
隣接するコムーネは以下の通り。括弧内のCEはカゼルタ県所属を示す。
- アリエンツォ (CE)
- カゼルタ (CE)
- ドゥジェンタ
- ドゥラッツァーノ
- フラッソ・テレジーノ
- リマートラ
- モイアーノ
- サンタ・マリーア・ア・ヴィーコ (CE)
- トッコ・カウディオ
- ヴァッレ・ディ・マッダローニ (CE)

## 歴史
『ローマ建国史』によれば、紀元前4世紀に共和政ローマとサムニウムが争った、第一次サムニウム戦争中のサティキュラの戦いの舞台となった。

## 行政

### 分離集落
以下の分離集落（フラツィオーネ）がある。
- Bagnoli, Boscocupo Torretta, Cantinella, Cerreta, Cotugni Paolini, Faggiano, Laiano, Palmentata, Presta, San Silvestro Migliara, Santa Croce, Sant'Anna, San Tommaso, Saviano, Traugnano, Tuoro di Santagata, Verroni

## 文化・観光
「イタリアの最も美しい村」クラブ加盟コムーネである。